# Modo indicativo
O modo indicativo é um modo verbal que expressa uma certeza, um fato. Há divisões e subdivisões, no caso do pretérito e do futuro.

## Tempos verbais

### Presente
O presente serve para falar de um hábito ou de fatos que ocorrem frequentemente, descrever uma ação que está ocorrendo no momento em que se fala, para fazer afirmações consideradas incontestáveis ou que não dependem de um tempo específico e para falar do futuro. Há também o presente contínuo, geralmente utilizado para indicar uma ação que está ocorrendo no momento da fala e é formado pelo verbo estar no presente, mais o verbo principal no gerúndio.
Exemplos:
- João acorda tarde. (hábito)
- Narrador: Ele toca pela linha lateral. (ação que ocorre no momento em que se fala)
- O ser humano é um animal racional. (fato considerado incontestável)
- "A nuvem tem relâmpago, tem trovão e tem raio." (não depende de um tempo específico)
- Se você chegar tarde de novo, eu te mato! (fala do futuro)
- Ele está indo para casa de seus pais. (presente contínuo)
- Ele está andando de carro.

Conjugação:

### Pretérito perfeito
O pretérito perfeito é dividido em duas formas: simples e composta. O pretérito perfeito simples exprime ações concluídas no passado. É a forma empregada para descrever o passado frente a um observador. Já o pretérito perfeito composto é a continuação da ação até o momento presente. Para formá-lo, é necessário o presente do indicativo do verbo auxiliar ter, junto com o particípio de outro verbo.
Exemplos:
- João acordou cedo (ação concluída)
- Tenho estudado nos últimos dias. (ação que continua até o momento presente)

Conjugação, forma simples:
| Pronome pessoal | Modo verbal | Modo verbal |
|                 | Cantar      | Beber       |
| --------------- | ----------- | ----------- |
| Eu              | Cantei      | Bebi        |
| Tu              | Cantaste    | Bebeste     |
| Ele             | Cantou      | Bebeu       |
| Nós             | Cantamos    | Bebemos     |
| Vós             | Cantastes   | Bebestes    |
| Eles            | Cantaram    | Beberam     |

Conjugação, forma composta:
| Pronome pessoal | Modo verbal | Modo verbal         |
|                 | Auxiliar    | Verbo no particípio |
| --------------- | ----------- | ------------------- |
| Eu              | tenho       | cantado bebido      |
| Tu              | tens        | cantado bebido      |
| Ele             | tem         | cantado bebido      |
| Nós             | temos       | cantado bebido      |
| Vós             | tendes      | cantado bebido      |
| Eles            | têm         | cantado bebido      |

### Pretérito imperfeito
O pretérito imperfeito é utilizado para falar de um hábito ou acontecimento que ocorria no passado com frequência, indicar continuidade em relação a outro fato que também ocorria no passado e para falar do que era presente em um momento do passado que se está descrevendo.
Exemplos:
- Ela fazia exercícios todos os dias. (hábito que ocorria com frequência no passado)
- Quando o homem chegou, ela dormia. (continuidade de um acontecimento em relação a outro)
- Faltava um ponto a meu adversário para ganhar. (demonstra que era presente no momento do passado descrito)

Conjugação:
| Pronome pessoal | Modo verbal | Modo verbal |
|                 | Cantar      | Beber       |
| --------------- | ----------- | ----------- |
| Eu              | Cantava     | Bebia       |
| Tu              | Cantavas    | Bebias      |
| Ele/ela         | Cantava     | Bebia       |
| Nós             | Cantávamos  | Bebíamos    |
| Vós             | Cantáveis   | Bebíeis     |
| Eles/elas       | Cantavam    | Bebiam      |

### Pretérito mais-que-perfeito
O pretérito mais-que-perfeito é utilizado quando indica uma ação anterior a outra já passada e na substituição nos verbos no futuro do pretérito do modo indicativo e no pretérito imperfeito do modo subjuntivo, de caráter estilístico. O pretérito mais-que-perfeito simples é muito utilizado em textos formais. Na linguagem oral, é mais utilizado o pretérito mais-que-perfeito composto, que forma-se com o verbo auxiliar ter no pretérito imperfeito, mais o particípio de outro verbo. Na linguagem formal, o verbo auxiliar é o haver.
Conjugação, forma simples:
| Pronome pessoal | Modo verbal | Modo verbal |
|                 | Cantar      | Beber       |
| --------------- | ----------- | ----------- |
| Eu              | Cantara     | Bebera      |
| Tu              | Cantaras    | Beberas     |
| Ele             | Cantara     | Bebera      |
| Nós             | Cantaramos  | Beberamos   |
| Vós             | Cantareis   | Bebereis    |
| Eles            | Cantaram    | Beberam     |

Conjugação, forma composta:
| Pronome pessoal | Modo verbal         | Modo verbal       | Modo verbal         |
|                 | Auxiliar (informal) | Auxiliar (formal) | Verbo no particípio |
| --------------- | ------------------- | ----------------- | ------------------- |
| Eu              | tinha               | havia             | cantado bebido      |
| Tu              | tinhas              | havias            | cantado bebido      |
| Ele             | tinha               | havia             | cantado bebido      |
| Nós             | tínhamos            | havíamos          | cantado bebido      |
| Vós             | tínheis             | havíeis           | cantado bebido      |
| Eles            | tinham              | haviam            | cantado bebido      |

### Futuro do pretérito
O futuro do pretérito, também chamado de condicional, é usado para falar de um acontecimento futuro em relação a outro já ocorrido, fatos não realizados dependentes de condição, algo incerto fazendo hipóteses ou suposições, surpresa ou indignação sobre um evento ou dar sugestões e fazer pedidos de maneira mais educada.
Exemplos:
- "Perguntaram a Cupido, que ali estava,
Qual de aquelas três flores tomaria
Por mais suave e pura, e mais formosa." (Camões,1981; acontecimento futuro em relação a outro já ocorrido)
- Eu nunca faria isso se eu fosse você. (fato não realizado dependente de condição)
- João anda muito estranho. Estaria preocupado com algo? (algo incerto, fazendo hipóteses ou suposições)
- Eles viajarão de avião tendo tanto medo de voar? Jamais imaginaria isso. (surpresa)
- O quê? Ela rouba todo o dinheiro da mãe? Ela não faria uma coisa dessas! (indignação)
- Tenho notado que você sempre chega atrasado na aula. Acho que você deveria acordar mais cedo. (sugestão)

Conjugação, modo simples:
| Pronome pessoal | Modo verbal | Modo verbal |
|                 | Cantar      | Beber       |
| --------------- | ----------- | ----------- |
| Eu              | Cantaria    | Beberia     |
| Tu              | Cantarias   | Beberias    |
| Ele             | Cantaria    | Beberia     |
| Nós             | Cantaríamos | Beberíamos  |
| Vós             | Cantaríeis  | Beberíeis   |
| Eles            | Cantariam   | Beberiam    |

O futuro do pretérito, em diversos casos, pode ser substituído pelo verbo no pretérito imperfeito. Outra forma de substituição é a formação pelo verbo ir no pretérito imperfeito, seguido do verbo principal no infinitivo.
Exemplos:
- "Se alguém se metesse, ele furava." (Verissimo, 1996; substituição pelo pretérito imperfeito)
- "Ninguém ia descobrir, ninguém ia vê-la." (Verissimo, 1996; formação do verbo ir seguido do verbo principal)

Conjugação:
| Pronome pessoal | Modo verbal | Modo verbal         |
|                 | Verbo ir    | Verbo no infinitivo |
| --------------- | ----------- | ------------------- |
| Eu              | ia          | cantar beber        |
| Tu              | ias         | cantar beber        |
| Ele             | ia          | cantar beber        |
| Nós             | íamos       | cantar beber        |
| Vós             | íeis        | cantar beber        |
| Eles            | iam         | cantar beber        |

Para formar o futuro do pretérito composto, é necessário utilizar o verbo auxiliar ter, seguido do particípio passado do verbo principal. Serve para falar de acontecimentos que poderiam ter acontecido no passado, mas não se concretizaram.
Exemplo:
- Teríamos viajado para a Europa no ano passado, mas não tivemos dinheiro.

Conjugação:
| Pronome pessoal | Modo verbal | Modo verbal         |
|                 | Auxiliar    | Verbo no particípio |
| --------------- | ----------- | ------------------- |
| Eu              | teria       | cantado bebido      |
| Tu              | terias      | cantado bebido      |
| Ele             | teria       | cantado bebido      |
| Nós             | teríamos    | cantado bebido      |
| Vós             | teríeis     | cantado bebido      |
| Eles            | teriam      | cantado bebido      |

### Futuro do presente
Exprime ações que vão acontecer no futuro
Exemplo (verbo criar):
- Eu [criar]ei
- Tu [criar]ás
- Ele [criar]á
- Nós [criar]emos
- Vós [criar]eis
- Eles [criar]ão

Em caso de mesóclise:
- Eu [criar]-me-ei
- Tu [criar]-te-ás
- Ele [criar]-se-á
- Nós [criar]-nos-emos
- Vós [criar]-vos-eis
- Eles [criar]-se-ão